# Boz Scaggs
Boz Scaggs, pseudonimo di William Royce Scaggs (Canton, 8 giugno 1944), è un chitarrista, cantante e compositore statunitense.

## Biografia
Impara a suonare la chitarra all'età di dodici anni e nel 1959 entra a far parte di The Marksmen, il gruppo musicale di Steve Miller. Qualche anno dopo ritrova Miller all'Università del Wisconsin ed entra a far parte del suo nuovo gruppo The Ardells.
Dopo aver cantato in diverse formazioni, Boz Scaggs debutta come solista nel 1965. Contemporaneamente partecipa alla registrazione dei primi due album della Steve Miller Band, Children of the Future e Sailor, nello stile psichedelico caratteristico dei gruppi di San Francisco in quell'epoca.
Nel 1976 Scaggs registra l'album Silk Degrees che raggiunge la posizione numero 2 nelle classifiche di vendita statunitensi. Il suo album Middle Man ottiene anche un buon successo nel 1980.
Scaggs continua a registrare in maniera sporadica nel corso degli anni 1990 e ottiene nuovamente successo nel 2003 con But Beautiful, una compilation di pezzi jazz.

## Discografia
- Boz - 1965
- Boz Scaggs - 1969
- Moments - 1971
- Boz Scaggs & Band - 1971
- My Time - 1972
- Slow Dancer - 1974
- Silk Degrees - 1976
- Down Two Then Left - 1977
- Middle Man - 1980
- Hits! - 1980
- Other Roads - 1988
- Some Change - 1994
- Come on Home - 1997
- Fade into Light - 1999/2005
- Dig - 2001
- The Lost Concert - 2001
- But Beautiful - 2003
- Greatest Hits Live DVD/CD - 2004
- Speak Low (2008)
- Memphis - 2013
- A Fool to Care - 2015
- Out of the Blues - 2018